# Heinrich Adolph Buschbeck
Adolph Heinrich Buschbeck (* 4. Dezember 1778 in Dresden; † 26. Mai 1833 in Wesel) war ein Ingenieuroffizier der Sächsischen und anschließend der Preußischen Armee.

## Leben

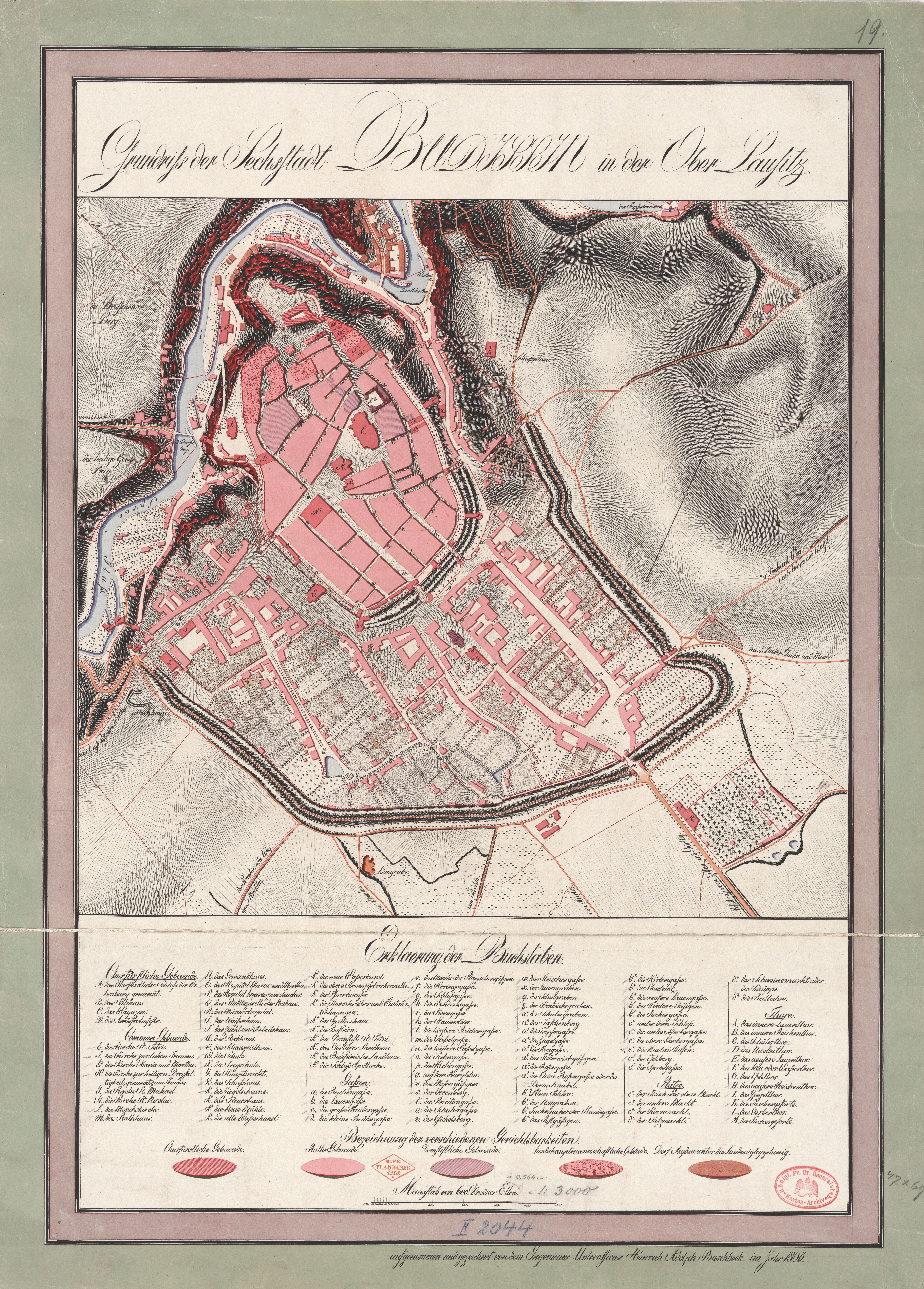
Heinrich Adolph Buschbeck: „Grundriß der Sechsstadt Budissin in der Ober Lausitz“ (1805)

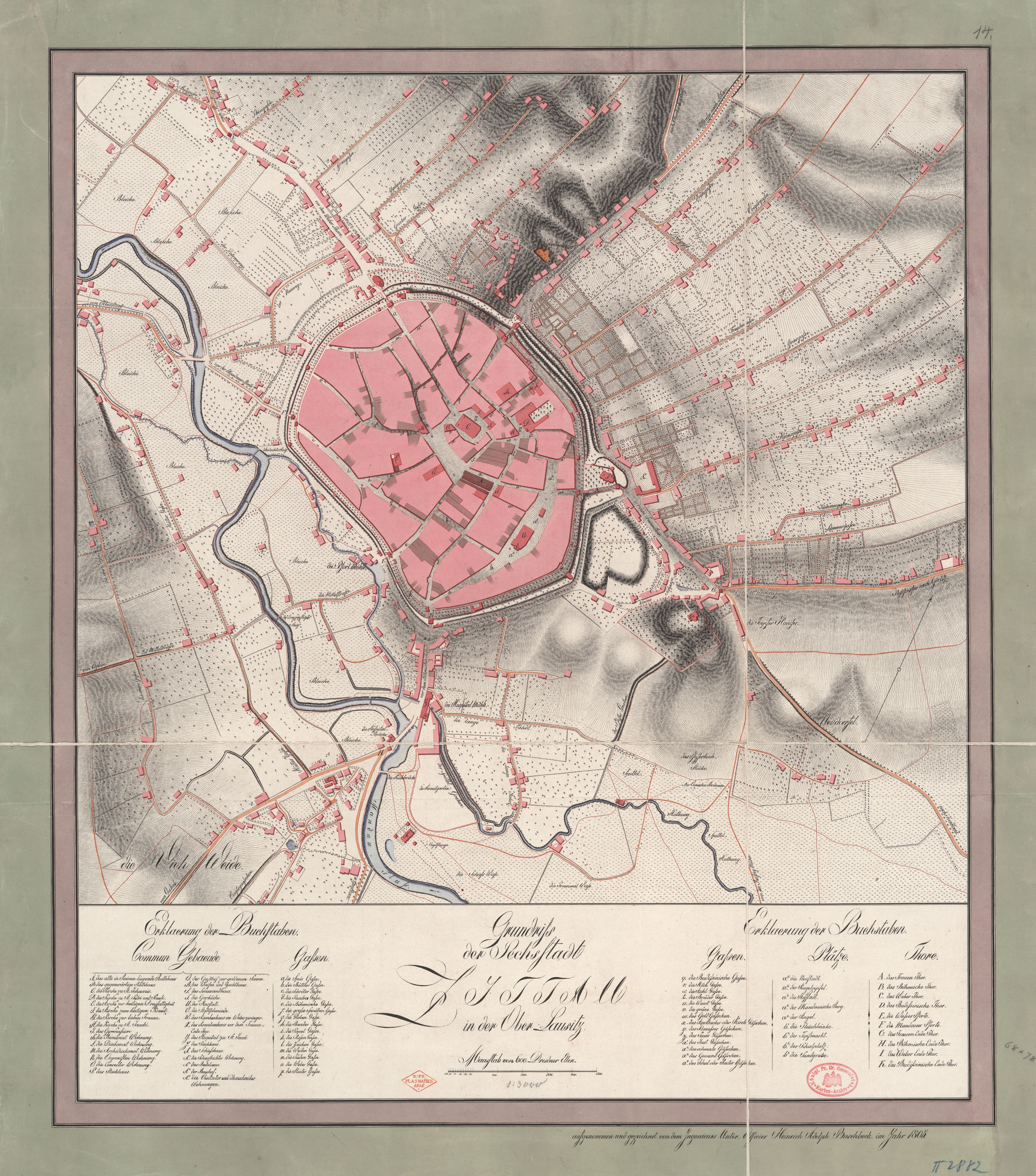
Heinrich Adolph Buschbeck: „Grundriß der Sechsstadt Zittau in der Ober Lausitz“ (1805)

Am 1. Januar 1797 trat Adolph Heinrich Buschbeck als Unteroffizier in das sächsische Ingenieurkorps ein. Als Angehöriger einer Vermessungseinheit fertigte er während der sächsischen Landesaufnahme Stadtpläne von Bautzen und Zittau an. Am 22. Januar 1806 zum Sekondeleutnant ernannt, wurde er 1810 in die neu gegründete sächsische Sappeurkompanie versetzt und nahm an der Niederlegung der Dresdener Festungswerke teil. Seit November 1811 arbeitete er mit an der Errichtung der Festung Torgau. Im Verlauf des Sechsten Koalitionskrieges gehörte er im Mai 1813 einer sächsischen Division an, die zunächst unter französischem Oberkommando von Görlitz aus gegen preußische Truppen in Schlesien vorrückte. Napoleons Niederlage in der Völkerschlacht bei Leipzig beendete die Verbindung zu Frankreich, seine Einheit kam unter schwedischen Befehl und er nahm im Herbst 1813 an der Belagerung der dänischen Festung Friedrichsort teil. Ende 1813 zum Premierleutnant befördert, wurde seine sächsische Einheit dem preußischen III. Armeekorps (General von Bülow) unterstellt, das Anfang 1814 über die Niederlande nach Nordfrankreich einmarschierte.
Buschbeck trat am 26. Februar 1815 in das preußische Ingenieurkorps ein und nahm mit dem preußischen II. Armeekorps an den Belagerungen der nordfranzösischen Festungen Landrecies, Philippeville und Rocroi teil. Nach der französischen Kapitulation wurde er zum Platzingenieur von Landrecies ernannt. Am 2. Oktober 1815 zum Hauptmann befördert, kam er Anfang 1816 als Adjutant des Generals Aster nach Koblenz, wo er seit dem 20. April 1816 der 3. Ingenieur-Brigade angehörte. Er hatte maßgeblichen Anteil an der Errichtung der Großfestung Koblenz. Als Platzingenieur der linksrheinischen Festungswerke war er verantwortlich für die Anlagen auf der Karthause (System Feste Kaiser Alexander), in Lützel (System Feste Kaiser Franz) und der Stadtbefestigung.  Am 3. Februar 1819 zum Major befördert, wurde er am 14. März 1826 zum Platzingenieur der Bundesfestung Luxemburg ernannt. Schließlich erhielt er am 12. Mai 1832 seine Versetzung als Platzingenieur nach Wesel, wo er am 26. Mai 1833 verstarb. Die Beisetzung erfolgte auf dem Friedhof an der Caspar-Baur-Straße. Das klassizistische Grabmal blieb erhalten.

## Familie
Adolph Heinrich Buschbeck, ein Sohn des kurfürstlich-sächsischen Hofkonditormeisters Traugott Wilhelm Buschbeck († 11. Juni 1799) aus Dresden, war in erster Ehe (28. Juni 1811 in Dresden) mit Charlotta Louisa Wilhelmina Morgenstern, in zweiter Ehe (8. September 1830 in Luxemburg) mit Franziska Steidel verheiratet und hinterließ acht Kinder. Von denen hatte Anna Rosa (* Koblenz 25. Februar 1817) 1845 in Mainz den preußischen Sekondeleutnant Franz Chauvin geheiratet, der 1864 in den preußischen Adelsstand erhoben wurde. Aus dieser Ehe ging Buschbecks Enkelin Marie von Chauvin hervor, eine deutsche Naturforscherin. Eine andere Tochter Buschbecks, Maria Minna, hatte bereits 1841 in Koblenz Franz von Chauvins Bruder geheiratet, den belgischen Maler August Chauvin.
Buschbecks vier Söhne traten alle in die Preußische Armee ein: Fridolin (* Torgau 13. August 1811; † Berlin, Charite 4. Oktober 1855) war Premierleutnant im Füsilierregiment Nr. 40 und Lehrer im Kadettenkorps. Heinrich Hermann (* Dresden 24. Juni 1815; † Berlin, Charite 6. Juli 1851) war Sekondeleutnant im Füsilierregiment Nr. 40. Gustav Adolph (* Koblenz 23. März 1820; † Florenz 26. Mai 1883) war Sekondeleutnant im Füsilierregiment Nr. 39, desertierte während der Deutschen Revolution 1848/49 im Frühjahr 1848 aus seiner Garnison in Luxemburg, emigrierte in die Vereinigten Staaten und nahm unter dem Namen Adolphus Buschbeck später am amerikanischen Bürgerkrieg als Oberst der Unionstruppen teil.
Der 4. Sohn in der preußischen Armee, Carl Ernst (* Luxemburg 17. März 1827), lässt sich von 1845 bis 1850 im 36. Infanterie-Regiment (4. Reserve-Regiment), zunächst stationiert in Saarlouis ab 1849 verlegt nach Luxemburg, nachweisen.

## Auszeichnungen
- Preußen: Roter Adlerorden III. Klasse (1832), Eisernes Kreuz II. Klasse, Dienstauszeichnungskreuz.
- Frankreich: Ritter der Ehrenlegion.
- Niederlande: Ritter des Löwenordens I. Klasse (19. April 1831).
- Russland:  Orden der Heiligen Anna II. Klasse.

## Werke
- Grundriss der Sechsstadt Zittau in der Oberlausitz. 1805 (slub-dresden.de).
- Grundriss der Sechsstadt Budissin in der Oberlausitz. 1805 (slub-dresden.de).
- Skizze einer Festungs-Praktik (aus den Papieren des verstorbenen Major Buschbeck). In: Archiv für die Offiziere der  Königlich Preußischen Artillerie- und Ingenieur-Korps. Band 1, 1835, S. 77–88, 138–175 (google.de).
- Der Naturalist und der Fortifikator. Ein Gespräch (aus den Papieren des verstorbenen Major Buschbeck). In: Archiv für die Offiziere der  Königlich Preußischen Artillerie- und Ingenieur-Korps. Band 2, 1836, S. 234–267 (google.de).